# Stałe Przedstawicielstwo Chin przy ONZ
Stałe Przedstawicielstwo Chińskiej Republiki Ludowej przy Narodach Zjednoczonych (ang. The Permanent Mission of the People's Republic of China to the United Nations) – misja dyplomatyczna Chińskiej Republiki Ludowej przy Organizacji Narodów Zjednoczonych z siedzibą w Nowym Jorku.
Stały Przedstawiciel Chin przy ONZ zasiada w Radzie Bezpieczeństwa Organizacji Narodów Zjednoczonych, gdzie posiada prawo weta.

## Historia
Chiny są członkiem pierwotnym ONZ. Podpisały i ratyfikowały Kartę NZ w 1945. Do 1971 Chiny w Organizacji Narodów Zjednoczonych reprezentowała Republika Chińska. W tym roku ONZ wycofała uznanie dla Republiki Chińskiej i za legalne władze Chin uznała władze Chińskiej Republiki Ludowej.

## Skład placówki
W skład placówki wchodzą:
- Sekcja ds. Politycznych
- Sekcja ds. Gospodarczych
- Sekcja ds. Społecznych
- Sekcja Rozwoju
- Sekcja Nauki i Technologii
- Sekcja Prawna
- Sekcja ds. Rozbrojenia
- Sekcja administracyjna i spraw budżetowych
- Sekcja zasobów ludzkich
- Wojskowy Komitet Sztabowy
- Sekcja Prasowa
- Biuro ds. Ogólnych